# باري ميرفي
باري ميرفي (بالإنجليزية: Barry Murphy)‏ (8 يونيو 1985 دبلن جمهورية أيرلندا - ) هو لاعب كرة قدم أيرلندي يلعب كحارس مرمى.